# Andrea Corr
Andrea Jane Corr MBE (* 17. května 1974 Dundalk) je irská zpěvačka, textařka a herečka. Je známá především jako členka skupiny The Corrs, je také hlasem této irské skupiny, která je zaměřená na keltskou muziku a pop-rock. Skupinu tvoří kromě ní i její sourozenci Caroline Corr, Sharon Corr a bratr Jim Corr. Kromě zpěvu ve skupině hraje také na píšťalku a klavír. The Corrs vydali celkem pět studiových alb, jedno remixové album a dvě alba koncertová. Skupina má pauzu, jelikož se sourozenci Corrovi rozhodli věnovat se výchově svých dětí. Andrea se také věnuje sólové dráze zpěvačky a v roce 2007 vydala své debutové album Ten Feet High. To se odklonilo od irského folkového žánru spíše směrem k taneční muzice. Její další album vyšlo 30. května 2011 a tovřily jej písničky z jejího mládí. V létě 2012 znovu nahrála skladbu Pale Blue Eyes spolu s německým elektronickým hudebníkem Christopherem von Deylenem, který je člen skupiny Schiller, a tato skladba tak vyšla na albu této skupiny.
Andrea Corr se věnuje charitativní činnosti, což obnášelo účast na charitativní koncertech, které měly pomoci dětským vesničkám nebo nemocnici v Newcastle upon Tyne. Byla velvyslancem dobré vůle při Nelsonovi Mandelovi, kde pomáhala šířit osvětu o nebezpečnosti a prevenci AIDS v Africe. Během živého vystoupení v Edinburghu, které proběhlo 2. července 2005, vystoupila s Bonem a spolu zazpívali skladbu "When the Stars Go Blue" na podporu kampaně Make Poverty History, která má změnit postoj vlád a přístup k chudobě ve světě. V roce 2005 Andrea spolu se svými sourozenci obdržela od britské královny Řád Britského impéria za jejich charitativní úsilí a přínos v muzice.

## Mládí
Andrea je nejmladším členem z rodiny Corrových, jejími rodiči jsou otec Gerry Corr, který pracuje jako manažer mzdového oddělení, a matka Jean, toho času v domácnosti. Rodina žije v Dundalku, rodiče hráli po místních hospodách a své děti brali s sebou. Tak si vybudovaly vztah k irské lidové muzice. Za podpory rodičů začala Andrea hrát na píšťalku a také se u svého otce učila na klavír. Během dospívání se sestrami často u svého bratra v pokoji věnovala hudbě. Andrea zpívala, sestra Sharon spolu s Carol hrály na housle a bratr Jim na klávesy. Andrea také během studia na místní škole v Dundalku vystupovala na různých představeních.

### 1990–2006
V roce 1990 se svými sourozenci zakládá skupinu The Corrs. Odstartovala rovněž kariéru i v oblasti filmu, když se v roce 1991 zúčastnila konkurzu na film The Commitments, v kterém získala roli Sharon Rabbitte. Během konkurzu na film si The Corrs všiml John Hughes a s jejich souhlasem se stal jejich manažerem. V roce 1995 The Corrs podepsali smlouvu s Atlantic a odjeli do Severní Ameriky nahrávat své debutové album Forgiven, Not Forgotten, které tvořilo šest instrumentální skladeb vycházející z keltské hudby. Když toto album vyšlo v Irsku, sklidili obrovský úspěch i v ostatních zemích (Austrálii, Japonsku a Španělsku). Album se stalo platinovým v Anglii a Austrálii, v Irsku dokonce čtyřnásobně platinové, což učinilo z The Corrs jednu z nejpopulárnějších skupin.
V návaznosti na svůj úspěch z předcházejícího alba vydala v roce 1997 skupina druhé album Talk on Corners a o tři roky později další album pod názvem Blue. Album Talk on Corners zpočátku přineslo menší úspěch, než se očekávalo, dokud nedošlo vydání remixované verze alba. Hity z alba postupně obsazovaly příčky evropských hitparád a v Anglii i v Austrálii album dosáhlo platinového ocenění. Jejich album Blue kladlo důraz na použití elektronických syntezátorů, které ovlivnily prodeje v řadě evropských zemí (Rakousko, Německo, Irsko, Švýcarsko, Francie, Švédsko, Norsko). Při vytváření alba Blue nečekaně zemřela jejich matka Jean při čekání na transplantaci plic v Freemanově nemocnici ve městě Newcastle. Byla pohřbena na místním hřbitově v Dundalku, mezi smutečními hosty nechyběl Bono, Larry Mullen, Brian Kennedy a Paul Brady. Skladba "No More Cry" byla napsána Andreou a Caroline jako reakce na tuto smutnou událost a byla věnována otci, kterému měla přinést naději a utišit jeho žal. V roce 2003 Andrea nahrála skladbu "Time Enough For Tears", kterou napsal Bono a Gavin Friday pro film pro "In America". Později tato skladba byla součástí alba "Borrowed Heaven" věnované zemřelé matce Jean a otci Gerrymu. K výročí 15. let od založení skupiny The Corrs použili mnoho tradičních irských skladeb ze zpěvníku své zemřelé matky.

## Osobní život
Andrea Corr je vdaná, jejím manželem je Brett Desmond, syn miliardáře Dermota Desmonda. Vzali se ve městě Milltown Malbay v kostele St Joseph's dne 21. srpna 2009. Její sestry Sharon a Caroline jí zpívaly na její svatbě a jednou z písniček byla také "No Frontiers". V listopadu 2011 oznámila Andrea Corr přes sociální síť Twitter z účtu Andrea Corr @ACorr_Official své těhotenství. V sobotu 28. dubna 2012 se jí narodila dcera, kterou pojmenovala Jean po své zesnulé matce. Dne 4. ledna 2014 porodila své druhé dítě, syna pojmenovala po otci Brett.

## Sólová kariéra
Její sólová začala poté, co se ostatní sourozenci rozhodli věnovat svým rodinám. Dne 25. června 2007 vydala své první album Ten Feet High. Za tímto albem stál producent Nellee Hooper, který spolupracoval s Madonnou nebo s Gwen Stefani. Její první singl "Shame on You (to Keep My Love from Me)" sklidil úspěch i u hudebních kritiků. Dne 10. dubna 2009 oznámila moderátorce BBC rádia, že její druhé album bude obsahovat starší písničky. Na konci ledna 2011 bylo ohlášeno její další album, které mělo vyjít kolem léta a stažení cover mp3 bylo umožněno pouze předplatitelům. Její druhé album "Lifelines" vyšlo 30. května 2011.

## Herecká kariéra
V roce 1991 vstoupila Andrea do filmového světa, když získala roli ve filmu The Commitments. O pět let později hrála ve filmu Evita. Její herecká kariéra pokračovala dalšími filmy – např. v roce 1998 Quest for Camelot. Další nabídka přišla v roce 2003 do filmu The Boys from County Clare. Film sice nebyl trhák, ale Andrea byla oceněna za nejlepší ženský herecký výkon. V 2005 přišla nabídka v The Bridge, o rok později v Broken Thread. Poslední filmem, kde Andrea Corr hrála, byl Pictures. Její herecká kariéra trvala s přerušením 18 let a za tu dobu si zahrála v 7 filmech.

## Charitativní činnost
Jak již bylo zmíněno, Andrea a její sourozenci se rádi podílejí na pomocí ostatním. Organizují charitativní koncerty a pomáhají potřebným, nejčastěji chudým. Svou charitativní činnost se snaží směřovat i obětem válečných konfliktů nebo živelních katastrof. Tuto činnost mají společnou i s členy skupiny U2, touha pomáhat ostatním Andreu a Bona velice spojuje.

## Diskografie
Hlavní článek The Corrs diskografie

### Studiová alba
- Ten Feet High (2007)
- Lifelines (2011)
- Christmas Songs (2020)

### Singly
- "All I Have to Do is Dream" (2006)
- "Shame on You (to Keep My Love from Me)" (2007)
- "Champagne from a Straw" (2007)
- "Tinseltown in the Rain" (2011)
- "Pale Blue Eyes" / "Blue Bayou" (2011)

## Filmografie
| Rok  | Název filmu                | Role                 |
| ---- | -------------------------- | -------------------- |
| 2009 | Pictures                   | Donna                |
| 2006 | Broken Thread              | Lily                 |
| 2005 | The Bridge                 | Mary                 |
| 2003 | The Boys from County Clare | Anne                 |
| 1998 | Quest for Camelot          | Kayley (zpěv)        |
| 1996 | Evita                      | milenka Juana Peróna |
| 1991 | The Commitments            | Sharon Rabbitte      |